# Жега (роман)
Жега је роман српског књижевника Игора Маројевића. Роман је припада категорији награђиваних романа.

## О аутору
Игор Маројевић је српски књижевник, рођен је у Врбасу 1968. године. Завршио је Српски језик и књижевност на Филолошком факултету у Београду. Аутор је бројних дела. Добио је више књижевних награда, између осталог „Károly Szirmai“, Награду из Фонда „Борислав Пекић“ и „Десимир Тошић“. Игор је члан Српског и Каталонског ПЕН центра и један од оснивача Српског књижевног друштва, на основу којег је добио статус самосталног уметника од 2002.године.

## О роману
Радња романа се дешава у Београду, у периоду између 1918. и 1919. године. У Београд долази човек по имену Стеван и почиње да се забавља с Београђанком Маријом и дружи с њеним братом, официром Мартином. После неког времена се открило да Стеван у свом родном месту има вереницу о којој Марији није причао, то је сестра његовог школског друга Зрна Аграма, Милена.Тако да он напушта Београд и одлази у родно место. У његовом родном месту се одвијају сукоби присталица Краљевине Срба, Хрвата и Словенаца и њених противника. Игром случаја, Мартин добија напредовање у послу, и треба да иде баш у то исто место. Он као брижан брат води Марију са собом... После доста година 90-их година XX века у болници на Бањици у једној болничкој соби Стеванов брат који је имао око 100 година прича једном младићу о пореклу младића које садржи ствари које младић није могао ни да наслути.

## Награда
Роман је добио две награде:
- Награда Борислав Пекић
- Награда Стеван Пешић